# Agalinis fasciculata
Agalinis fasciculata là loài thực vật có hoa thuộc họ Cỏ chổi. Loài này được (Scott-Elliot) Raf. mô tả khoa học đầu tiên năm 1837.

## Hình ảnh

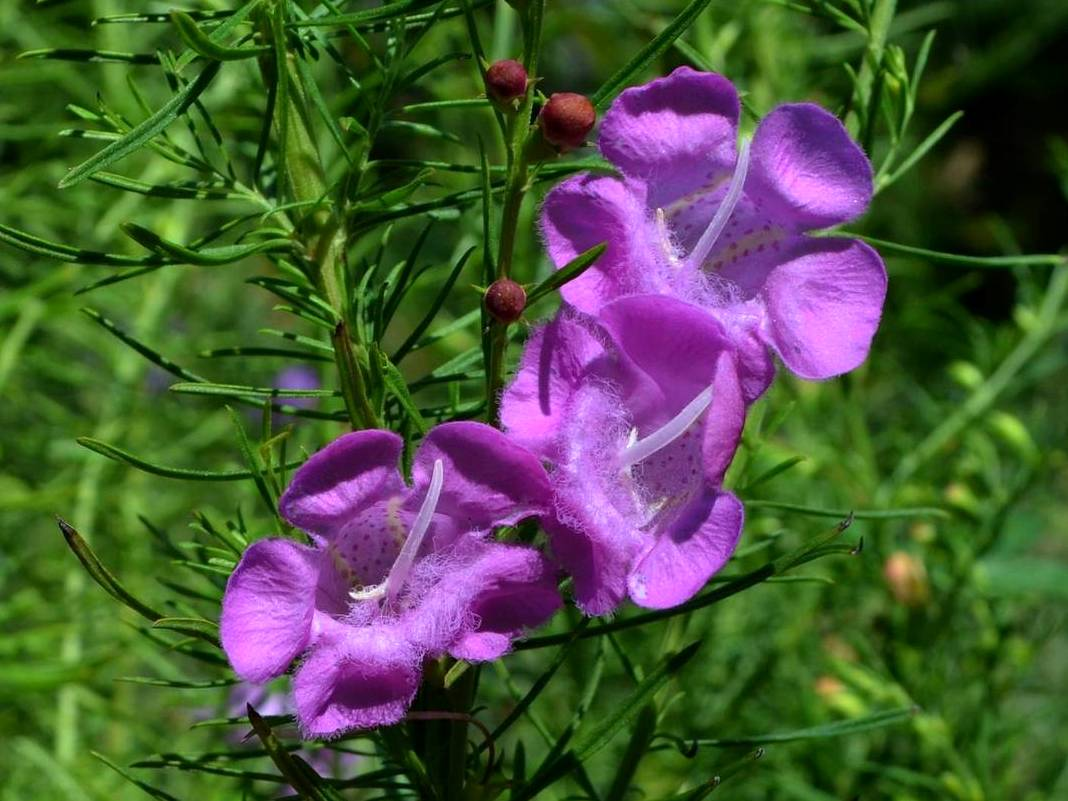
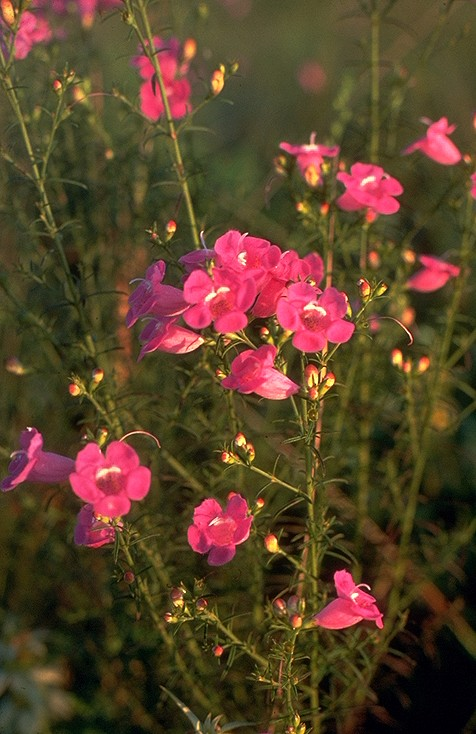
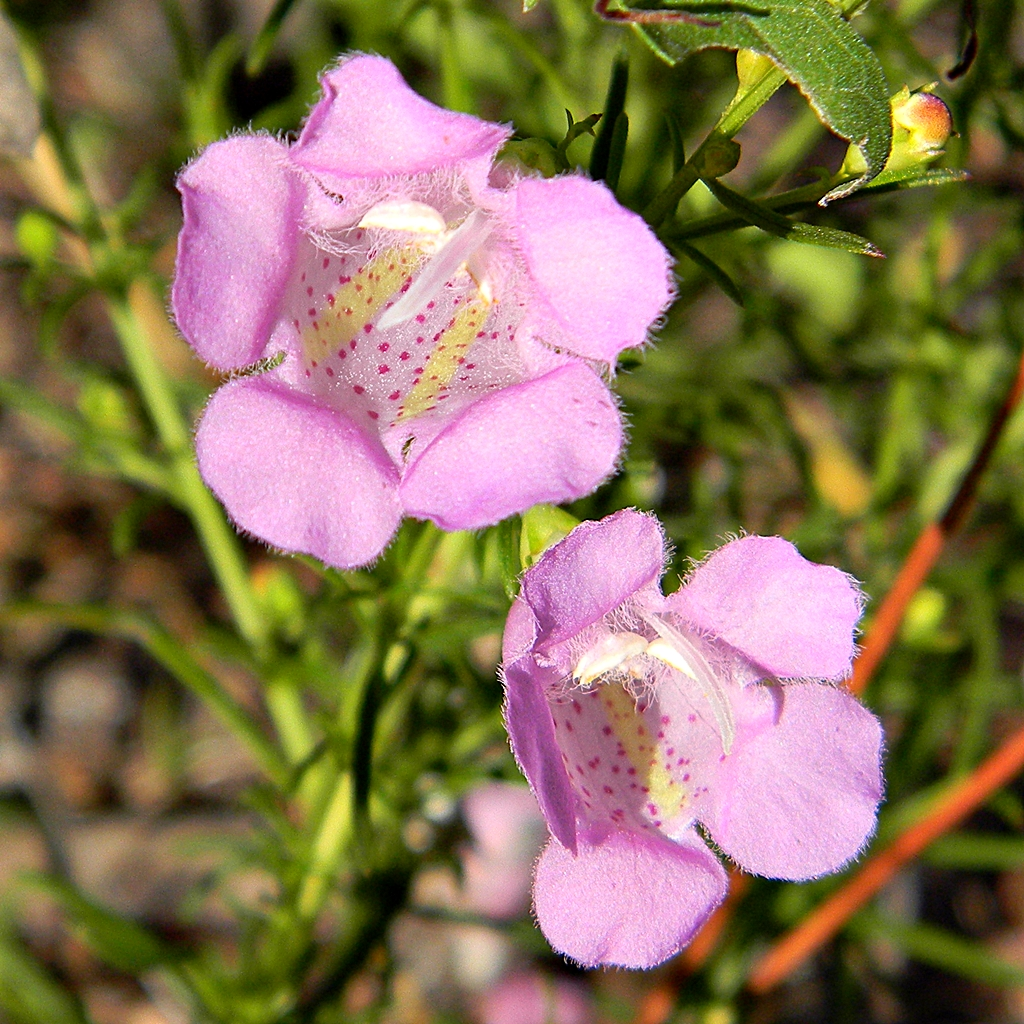
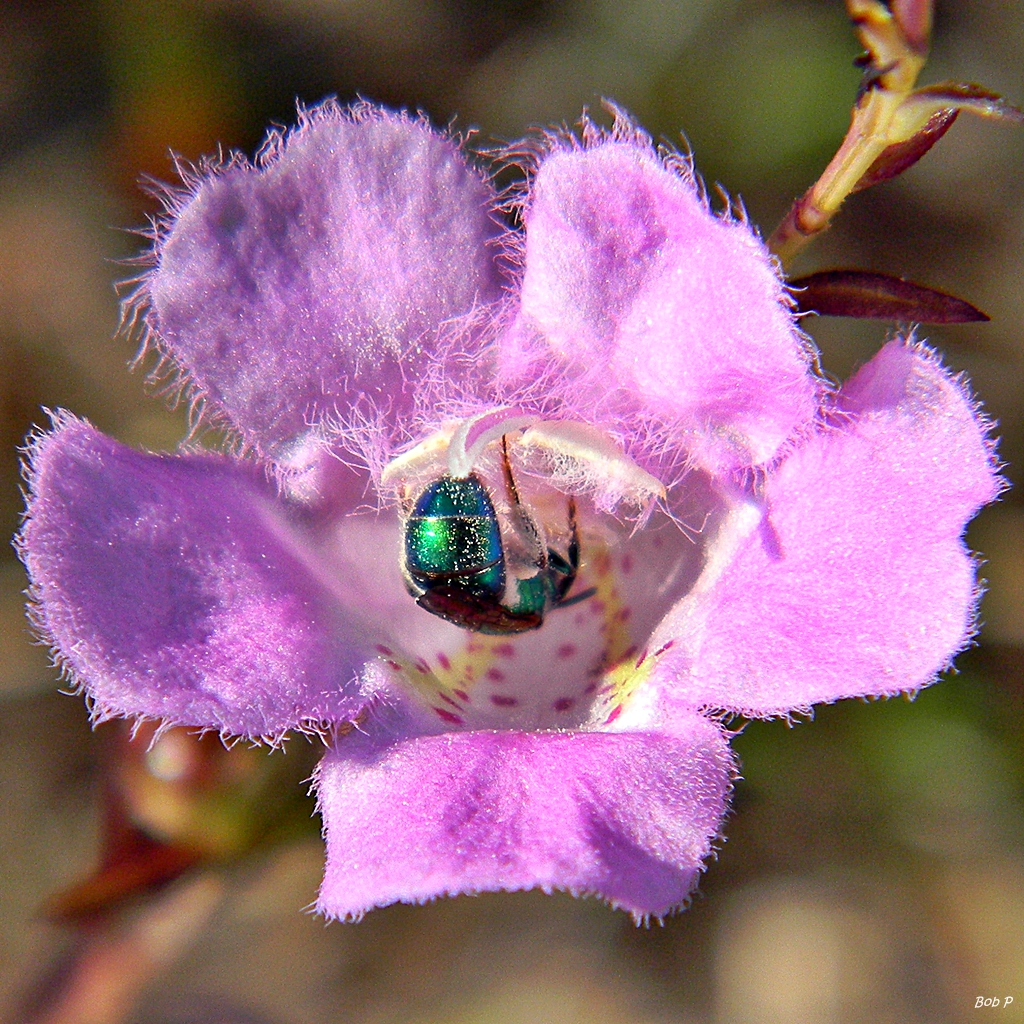